# Discografia di Kasmir
Questa pagina contiene l'intera discografia di Kasmir dagli esordi fino ad ora.

## Album in studio
| Anno | Album       | Posizione | Vendite | Certificazione |
| ---- | ----------- | --------- | ------- | -------------- |
| 2014 | AMK Dropout | 5         | —       | —              |
| 2018 | Valmis      | —         | —       | —              |

## Singoli
| Anno | Singolo                                | Posizione | Posizione | Posizione | Posizione | Vendite | Certificazione | Album       |
| Anno | Singolo                                | SL        | LL        | RL        | StL       | Vendite | Certificazione | Album       |
| ---- | -------------------------------------- | --------- | --------- | --------- | --------- | ------- | -------------- | ----------- |
| 2014 | Vadelmavene                            | 1         | 1         | 1         | —         | —       | —              | AMK Dropout |
| 2014 | Wowwowwow                              | 4         | 8         | 10        | —         | —       | —              | AMK Dropout |
| 2014 | Iholla                                 | 19        | 11        | 2         | —         | —       | —              | AMK Dropout |
| 2014 | S.T.I.K. (Sä tuoksut ihan kesälomalta) | –         | –         | 74        | —         | —       | —              | AMK Dropout |
| 2015 | Ryan Gosling                           | –         | –         | 54        | —         | —       | —              | AMK Dropout |
| 2015 | Vauvoja (feat. SAARA)                  | 2         | 1         | 1         | —         | —       | —              | —           |
| 2015 | Linnuton puu (Kasmir & Anna Puu)       | –         | –         | 69        | —         | —       | —              | SuomiLOVE   |
| 2016 | Amen                                   | 7         | 2         | 25        | —         | —       | —              | Valmis      |
| 2016 | Moshaamaan                             | –         | 29        | 25        | 45        | —       | —              | —           |
| 2016 | Nutellaa ja jutellaa                   | –         | 22        | 63        | 28        | —       | —              | —           |
| 2017 | Huonoo seuraa                          | –         | 8         | 58        | 24        | —       | —              | Valmis      |
| 2017 | Kaija                                  | –         | 16        | 16        | 25        | —       | —              | Valmis      |
| 2017 | Miami (feat. JVG)                      | –         | 6         | 54        | –         | —       | —              | Valmis      |
| 2017 | Vanhaa sua (feat. Sini Yasemin)        | –         | –         | –         | –         | —       | —              | Valmis      |

## Altri brani musicali
| Anno | Singolo                                          | Posizione | Posizione | Posizione | Posizione | Vendite | Certificazione | Album   |
| Anno | Singolo                                          | SL        | LL        | RL        | StL       | Vendite | Certificazione | Album   |
| ---- | ------------------------------------------------ | --------- | --------- | --------- | --------- | ------- | -------------- | ------- |
| 2015 | Milloin nään sut uudestaan? (Robin feat. Kasmir) | 4         | 8         | 8         | —         | —       | —              | Yhdessä |
| 2017 | Westside Story (Brädi feat. Kasmir)              | —         | 8         | –         | 31        | —       | —              | TBA     |

## Video musicali
| Anno | Singolo                                              | Regista                          | Video  |
| ---- | ---------------------------------------------------- | -------------------------------- | ------ |
| 2014 | Vadelmavene (lyric video)                            | Rocky Pictures                   | [ 21 ] |
| 2014 | Vadelmavene                                          | Inari Niemi                      | [ 22 ] |
| 2014 | WOWWOWWOW                                            | Jasu Siitarinen                  | [ 23 ] |
| 2014 | Iholla                                               | Julius Konttinen                 | [ 24 ] |
| 2015 | S.T.I.K. (Sä Tuoksut Ihan Kesälomalta) (lyric video) | Rocky Pictures                   | [ 25 ] |
| 2015 | Vauvoja                                              | Über Creative                    | [ 26 ] |
| 2015 | Vauvoja (versione acustica)                          | Über Creative                    | [ 27 ] |
| 2016 | Amen                                                 | Jaakko Manninen e Kusti Manninen | [ 28 ] |
| 2016 | Moshaamaan                                           | Über Creative                    | [ 29 ] |